# 项美丽
项美丽（英語：Emily Hahn，音译为：埃米莉·哈恩，“项美丽”是上海話譯音，上海話發音/ɦɑ͂ meli/。1905年1月14日—1997年2月18日）是一位美国记者、作家。她是早期的女权主义者，也是一位多产的作家，被《纽约客》杂志称为“被遗忘的美国文学瑰宝”，为该杂志共创作了54本书、200多篇文章和短篇小说。她的小说，对于向西方介绍亚洲和非洲，在20世纪发挥了重要作用。她一生的广泛旅行，以及对动物的热爱，影响了她的大部分写作。她在1920年代中叶曾住在佛罗伦萨和伦敦，后来前往比属刚果，在1930年代徒步穿越非洲中部。1935年，她前往上海教授英文三年，并结交名人，如宋氏三姐妹和中国诗人邵洵美。

## 早年
1905年1月14日，项美丽出生于密苏里州圣路易斯的一个来自德国的犹太人家庭 。中学第二年时，全家迁居到芝加哥。  
出于对阅读和写作的热爱，她最初就读于威斯康星大学麦迪逊分校文科，但因只有工科学生才能上化学课，于是她决定把学习方向改为采矿工程。在她的回忆录《不着急回家》（No Hurry to Get Home）中写道，她被告知，采矿工程专业从未招收过女生。该专业的一位教授告诉她，"女性的头脑无法掌握力学、高等数学，或采矿专业的任何基础知识"。于是她决心成为一名采矿工程师。 虽然校方和她的男同学对她冷嘲热讽，她还是在1926年，成为第一位在威斯康星大学麦迪逊分校获得采矿工程学位的女生。她的学术成就证明了她的智慧和毅力，因此她的实验室伙伴勉强地承认，“你不是那么笨！”
1924 年，在从采矿工程专业毕业之前，项美丽身穿男子服装，与朋友多萝西·拉珀（Dorothy Raper）一起开福特汽车穿越美国，旅行2,400英里（3,900）。在穿越新墨西哥州时，她将自己的旅行经历写给她不认识的姐夫，然后转发给《紐約客》杂志 
 这开始了她早期的作家生涯。从1929年到1996年，项美丽为《紐約客》写作。
1930年，她前往比属刚果，在那里她为红十字会工作，并与一个俾格米人部落一起生活了两年，然后独自徒步穿越中非。
她的第一本书《诱惑和荒谬：诱惑的原则和实践——初学者手册》（Seductio ad Absurdum: The Principles and Practices of Seduction -- A Beginner's Handbook）于1930年出版。这是对男性如何取悦女性的一个开玩笑的探索。马克西姆·利伯（Maxim Lieber）是她的文学经纪人（1930-1931年）。

## 上海

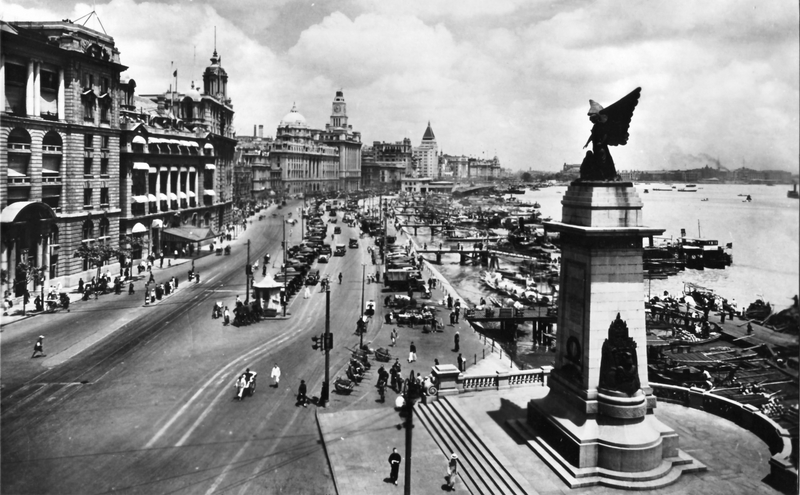
上海公共租界外灘，后方的尖顶建筑为维克多·沙逊爵士的产业沙逊大厦

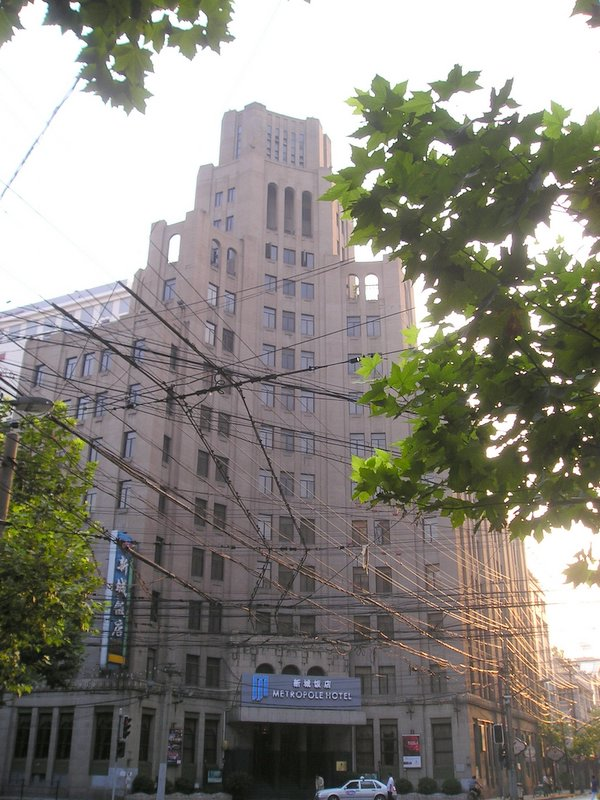
都城饭店

项美丽在中国上海的岁月（从1935年到1941年日本占领香港）是她一生中最动荡的岁月。1935年，项美丽从美国来到中国上海，担任《纽约客》杂志的通讯记者。她住在江西路福州路口的都城饭店，那里靠近上海的红灯区。
1935年4月12日，在花厅夫人弗丽茨夫人组织的万国艺术剧院的关于D·H·劳伦斯的讲座上，项美丽结识了上海的一些著名人物，包括远东第一富豪，跛脚的犹太地产大亨维克多·沙逊爵士，后来送给她一辆蓝色的雪佛莱轿车。她习惯带着她的宠物长臂猿米尔斯先生，穿着尿布和一件小晚餐夹克，一起出席晚宴。项美丽也见到出身官宦世家，曾留学英国剑桥大学的的中国唯美诗人和出版家邵洵美，他们一见钟情，成为情人。邵洵美为她起了“项美丽”这个中文名字，以及“蜜姬”，两人在她的江西路寓所同居。
项美丽经常登门拜访邵洵美的公馆，这在20世纪30年代，对于一个西方女人来说，是极其罕见的。当时，不平等条约尚未废除，上海还是一个由华界和两个西方租界（上海公共租界和上海法租界）分别治理的城市。邵洵美带她学抽鸦片，并且上了瘾。她后来写道，“虽然我一直想成为一个鸦片瘾君子，但，但我还不能说，这就是我去中国的原因。”
1937年8月13日，淞沪会战爆发，邵洵美一家匆忙逃离位于战区的杨树浦麦克利克路（今临潼路，近平凉路）住所，栖身于上海法租界霞飞路，与项美丽为邻。项美丽利用外籍身份和交际能力，弄到特别通行证，举着美国国旗，“一天之内来回跑了17次”，用卡车将邵洵美的德国进口的影写版印刷机和书籍衣物从日占区抢运出来。“连一个螺丝钉也不缺。”。作为报答，邵洵美的正妻盛佩玉同意邵洵美与项美丽办理结婚文书，并按照纳妾的习俗，送给她首饰作为正室的见面礼。因为这是一个能够保住邵的出版社的方法，而且根据"外国法律"，邵洵美并没有结婚。。

## 香港
项美丽有一项采访宋氏三姐妹的计划。邵洵美通过他的五姨妈盛关颐牵线搭桥，陪同项美丽前往香港，在7月15日在沙宣道成功采访了宋霭龄（她曾担任盛家的英文老师）。不久，项美丽成功戒除鸦片，也戒除了对邵洵美的迷恋。12月，项美丽前往重庆采访宋美龄（蒋介石夫人）和宋庆龄（孙中山夫人）。1940年，项美丽在重庆大轰炸期间的防空洞，完成了宋氏三姐妹传记的初稿，1941年在美国出版。

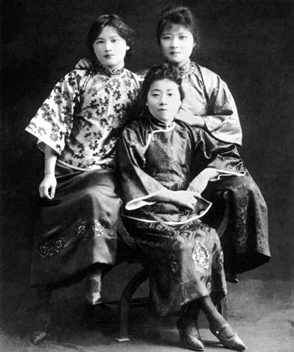
宋氏三姊妹

1940年8月24日，项美丽离开重庆，飞往香港。次日，在干诺道的酒店，开始一段新的罗曼史，对象是已婚的英国军情六处负责人、研究葡萄牙历史的专家查尔斯·博克瑟少校（C. R. Boxer）。1944年12月时代杂志的一篇文章写道，项美丽“决定她需要一个孩子来稳定下来，但怀疑自己是否能生一个。”不幸已婚的查尔斯·博克瑟少校说，"胡说！我会让你生一个！"1941年10月17日，大女儿卡罗拉·博克瑟（Carola Militia Boxer）在香港出生。
不久，太平洋战争爆发，日本人攻占香港。几个星期后，在战斗中负伤的博克瑟被关进战俘营，项美丽被带去审问。日本宪兵司令问她：“为什么...你和博克瑟少校生了孩子？”。项美丽打趣说，“因为我是个坏女孩”。幸运的是，日本人没有拘留她，因为在法律上，她有嫁给上海诗人和出版商邵洵美的结婚文书。因此，用《紐約客》的塔拉斯·格雷斯科的话也说，日本人把她当作"荣誉亚洲人"。
正如项美丽在《我的中国》（China to Me）一书中（1944年）所叙述的那样，她被迫给日本官员上英语课，以换取食物，并曾经打了日本情报局长的耳光。1943年她被遣返的前一天，他回来见她，回打了她一耳光。
《我的中国》立刻收到了公众的欢迎。根据《纽约客》的罗杰·安吉尔（Roger Angell）的说法，项美丽“实际上，非常罕见：一个深居内陆的妇女，却四海为家（at home in the world）。在好奇心和活力的驱使下，她前去那里，然后毫不大惊小怪地写下来。”

## 战后
1945年，她嫁给了博克瑟。在他被日本人关押期间，美国新闻媒体曾报道他已被斩首。他们的爱情故事早已由项美丽发表的信件忠实地报道过了；现在，他们的团聚又成为全美的头条新闻。他们定居在英国多塞特郡，博克瑟继承的占地48-英畝（190,000-平方） 的庄园，在1948年又有了第二个女儿，阿曼达·博克瑟（Amanda Boxer，现在是伦敦的一个舞台和电视女演员）。
然而，到1950年，项美丽又发现家庭生活对自己过于拘束了，于是便离开英国，独自住进美国纽约市的一套公寓。从那时起，她偶尔才去英国探望她的丈夫和孩子。她继续为《纽约客》撰写专栏文章，以及列奥纳多·达·芬奇、阿普拉·贝恩（Aphra Behn）、詹姆斯·布魯克、弗朗西斯·伯尼、蒋介石、大卫·赫伯特·劳伦斯和马贝尔·道奇·卢汉（Mabel Dodge Luhan）的传记。据传记作者肯·卡斯伯特森（Ken Cuthbertson）说，虽然她的书受到好评，"她的多才多艺，使她能够权威地写几乎任何主题，但是也会令她的出版商感到困惑。他们似乎对如何推广或推销项美丽的书感到困惑。她不适合任何通常的类别，“因为她"改变得毫不费力... 从一个类型到另一个类型。”
1978年，她出版了《看谁在说话》（Look Who's Talking），其中涉及人与动物交流的争议性话题（她个人最喜欢的非小说类书籍）；1988年，她80多岁时写了最后一本书《夏娃和猿》（Eve and the Apes）。
据报道，直到去世前几个月，项美丽每天前往她在《紐約客》的办公室。1997年2月18日，她在曼哈顿的圣文生天主教医疗中心（Saint Vincent's Catholic Medical Center）去世，享年92岁，死于粉碎性股骨手术的并发症 。

## 遗产
项美丽的外孙女阿尔菲亚·韦奇奥·华莱士（Alfia Vecchio Wallace）为她的外祖母写下如此深情的悼词：“你的祖母可能不会抽着雪茄，在公寓里举办疯狂的角色扮演派对。她可能不会教你用斯瓦希里语说脏话。她可能也不会带你去动物园时，在经过长臂猿笼子时，声嘶力竭地大喊大叫。可悲的是...你的祖母不是项美丽！”
1998年，加拿大作家肯·卡斯伯特森（Ken Cuthbertson）出版了传记《没有人说不去：项美丽的生活、爱情和冒险》（Nobody Said Not to Go:  The Life, Loves, and Adventures of Emily Hahn）。"没有人说不去"是她特有的短语之一。
2005年，《项美丽》（邵洵美为她取的中文名字）在中国出版。它回顾了项美丽在20世纪30年代上海的生活和爱情。

## 出版物
- Seductio ad Absurdum: The Principles and Practices of Seduction—A Beginner's Handbook (1930)（《诱惑和荒谬：诱惑的原则和实践——初学者手册》）
- Steps of the Sun[12] (1940)（《孙郎心路》）
- The Soong Sisters[13] (1941, 1970)（《宋氏三姐妹》）
- Mr. Pan[14] (1942)[15] (1942)[16]（《潘先生》）
- China to Me: A Partial Autobiography[17] (1944,[18] 1975, 1988)（《我的中国》）
- Hong Kong Holiday[19] (1946)（《香港假日》）
- Miss Jill[20] (1947) also as House in Shanghai (1958)（《吉尔小姐》）
- England to Me (1949)（《我的英格兰》）
- A Degree of Prudery: A Biography of Fanny Burney (1950)（《弗朗西斯·伯尼》）
- Purple Passage: A Novel About a Lady Both Famous and Fantastic (1950) (published in the UK as Aphra Behn (1951))（《阿普拉·贝恩》）
- James Brooke of Sarawak: A Biography of Sir James Brooke (1953)（《詹姆斯·布魯克》）
- Chiang Kai-shek: An Unauthorized Biography[21] (1955)（《蒋介石》）
- Leonardo da Vinci (1956)（《列奥纳多·达·芬奇》）
- China Only Yesterday, 1850-1950: A Century of Change[22] (1963)[23]
- Indo (1963)
- Africa to Me (1964)（《我的非洲》）
- Times and Places (1970, reissued as No Hurry to Get Home[24] 2000)（《时与地》或《不要急于回家》）
- Lorenzo: D. H. Lawrence and the Women Who Loved Him (1975)（《洛伦佐：D·H·劳伦斯和爱他的女人们》）
- Mabel: A Biography of Mabel Dodge Luhan (1977)（《马贝尔·道奇·卢汉》）
- Look Who's Talking! New Discoveries in Animal Communications (1978)（《看谁在说话》）
- Eve and the Apes (1988)（《夏娃和猿》）

## 延伸阅读
- Ken Cuthbertson, Nobody Said Not to Go: The Life, Loves, and Adventures of Emily Hahn (Boston: Faber and Faber,  1998). ISBN 0-571-19950-X
- Taras Grescoe Shanghai Grand: Forbidden Love and International Intrigue in a Doomed World